# Rezolucja Rady Bezpieczeństwa ONZ nr 248
Rezolucja Rady Bezpieczeństwa ONZ nr 248 – rezolucja przyjęta jednogłośnie 24 marca 1968 roku podczas 1407 spotkania Rady Bezpieczeństwa ONZ. Rezolucję przyjęto w związku z izraelskim atakiem na Al-Karamę (Jordania), przeprowadzonym w dniu 21 marca 1968 roku podczas wojny na wyczerpanie.

## Tło
18 marca 1968 roku na drodze do Ejlatu, kilometr od miejscowości Be’er Ora, wjechał na minę autobus szkolny z uczniami Gimnazjum Herclija w Tel Awiwie, którzy byli w trakcie wycieczki po Dolinie Arawa. W wyniku wybuchu zginęły dwie osoby, a dwadzieścia osiem zostało rannych. Izraelski postanowili przeprowadzić atak odwetowy, który miał na celu likwidację baz Fatahu, Ludowego Frontu Wyzwolenia Palestyny i Armii Wyzwolenia Palestyny. Według izraelskiego wywiadu, miały one się znajdować w mieście Karama i w jego okolicach. W dniu ataku izraelskie siły uderzeniowe zaczęły nacierać w kierunku Karamy w dwóch kolumnach. Przez cały dzień pomiędzy siłami pancernymi Izraela i Jordanii dochodziło do starć wokół miasta. Około godziny 07.00 do miasta wkroczyli spadochroniarze żeby w ciągu godziny zająć je. Zaczęli oni wysadzać domy, które służyły za punkty oporu, magazyny broni lub dowództwa. Palestyńscy bojownicy stawiali jednak opór siłom desantowym, co zmusiło Izraelczyków do ostatecznego opuszczenia Karamy. Po 15 godzinach walk Cahal wycofał się z terytorium Jordanii. Obie strony poniosły ciężkie straty w trakcie walk.

## Treść
W treści rezolucji Rada Bezpieczeństwa odwołała się do wcześniejszych rezolucji nr 236 i nr 237 związanych z działaniami zbrojnymi w trakcie wojny sześciodniowej. Pierwsza zobowiązywała siły zbrojne do utrzymania zawieszenia ognia oraz powrotu na pozycje sprzed 10 czerwca 1967 roku. Druga wezwała rząd Izraela do zapewnienia bezpieczeństwa i dobrobytu mieszkańców wszystkich terenów, gdzie toczyły się działania zbrojne oraz do ułatwienia powrotu wszystkim uchodźcom. Uznano ponadto, że atak na Al-Karamę był operacją wojskową zakrojoną na szeroką skalę, naruszającą zawieszenie ognia. W związku z powyższym Rada Bezpieczeństwa:
- wyraziła ubolewania w związku z ciężkimi stratami w ludziach i własności,
- potępiła agresję Izraela i uznała ją za sprzeczną z Kartą Narodów Zjednoczonych i naruszającą warunki zawieszenia ognia,
- wyraziła ubolewania nad działaniami łamiącymi zawieszenie ognia i zobowiązała się do podjęcia kroków, które miałyby temu zapobiec w przyszłości,
- wezwała Izrael do zaprzestania działań naruszających rezolucję nr 237[6].